# Oedaleonotus enigma
Oedaleonotus enigma är en insektsart som först beskrevs av Scudder, S.H. 1876.  Oedaleonotus enigma ingår i släktet Oedaleonotus och familjen gräshoppor. Inga underarter finns listade i Catalogue of Life.